# 懷塔科拉聯足球俱樂部
懷塔科拉聯足球俱樂部是一間位於紐西蘭懷塔克雷的足球會。球隊參加紐西蘭足球錦標賽並取得不俗的成績，2007年及2008年球隊更稱霸大洋洲，並參加世界冠軍球會盃。

## 歷史
球隊於2004年成立，並開始於紐西蘭足球錦標賽開始角逐。紐西蘭足球錦標賽有8隊球隊參加。2004年-2005年球季，球隊以第二名的成績完成賽事，可是卻在下一年得到第6名這個令人失望的成績。球隊卻在接著那年以3-2擊敗奧克蘭城，首奪冠軍。
2007年是球隊的豐收年，首先在本土聯賽首次稱霸，再擊敗來自斐濟的巴亞足球隊，奪得2007年大洋洲聯賽冠軍盃，並出席2007年世界冠軍球會盃。在2008年，球隊更成功衛冕，再度出席世界冠軍球會盃。
2010年球隊第二次稱霸本土聯賽。

## 榮譽
- 紐西蘭足球錦標賽 常規賽冠軍(3): 2006-07, 2007-08，2008-09

- 紐西蘭足球錦標賽 聯賽總冠軍(2): 2007-08，2009-10

- 大洋洲聯賽冠軍盃 冠軍 (2): 2007年, 2008年

## 外部連結
- Official site （页面存档备份，存于）
- Stadium Website
- New Zealand Football Championship Official Site